# Microbates
Genre
Microbates est un genre de passereaux de la famille des Polioptilidae. Il se trouve à l'état naturel dans le Nord de l'Amérique du Sud, et en Amérique centrale.

## Liste des espèces
Selon la classification de référence du Congrès ornithologique international (version 8.1, 2018) :
- Microbates cinereiventris (Sclater PL, 1855) — Microbate cendré, Microbate à ventre gris, Microbate maculé
  - Microbates cinereiventris albapiculus Olson, 1980
  - Microbates cinereiventris cinereiventris (Sclater PL, 1855)
  - Microbates cinereiventris hormotus Olson, 1980
  - Microbates cinereiventris magdalenae Chapman, 1915
  - Microbates cinereiventris peruvianus Chapman, 1923
  - Microbates cinereiventris semitorquatus (Lawrence, 1862)
  - Microbates cinereiventris unicus Olson, 1980
- Microbates collaris (Pelzeln, 1868) — Microbate à collier
  - Microbates collaris collaris (Pelzeln, 1868)
  - Microbates collaris colombianus Parkes, 1980
  - Microbates collaris paraguensis Phelps & Phelps Jr, 1946
  - Microbates collaris perlatus Todd, 1927
  - Microbates collaris torquatus Sclater PL & Sclater PL